# Engelsborgskolen
Engelsborgskolen er en folkeskole i Lyngby-Taarbæk Kommune.
Den er placereret i den vestlige del af Kongens Lyngby i området mellem Gammel Bagsværdvej, Christian X's Alle og Engelsborgvej.
Skolen har gennem flere år haft karaktergennemsnit i 9. klasse, der ligger langt over landsgennemsnittet. På trods af skolens høje faglige gennemsnit blev den genstand for betydelig medieopmærksomhed i 2024, efter at flere forældre rettede alvorlige anklager mod skolens undervisningsmiljø, som blev beskrevet som præget af grov mobning, vold og social eksklusion. Anklagerne førte til, at skolen blev sat under tilsyn af Undervisningsmiljøtilsynet med henblik på en nærmere undersøgelse af de påpegede forhold.
Skolen har medvirket i flere Lille Per-film samt i filmen Bølle Bob. Skolen fik i 2006 en stor tilbygning i glas.
Forhenværende minister Jytte Hilden, født Jensen, gik på Engelsborgskolen fra 1949 til 1950.
Også tidligere minister Jytte Andersen gik på skolen. Det var i tiden fra 1958 til 1960.
Folketingsmedlem Mette Thiesen var lærer på skolen mellem 2017 og 2019.